# Aleksei Spiridonov
Aleksei Spiridonov   (Sant Petersburg, 20 de novembre de 1951 - Sant Petersburg, 9 d'abril de 1998) fou un atleta rús, especialista en el llançament de martell, que va competir sota bandera de la Unió Soviètica durant la dècada de 1970.
El 1976 va prendre part en els Jocs Olímpics d'Estiu de Montreal, on va guanyar la medalla de plata en la prova del llançament de martell del programa d'atletisme, rere el seu compatriota Yuriy Sedykh. En el seu palmarès també destaca una medalla d'or en el Campionat d'Europa d'atletisme de 1974 i dues medalles a les Universíades, de plata el 1973 i d'or el 1975.
El 1974 va establir un nou rècord del món de l'especialitat en llançar el martell fins als 76,66 metres.

## Millors marques
- Llançament de martell. 78,62 cm (1976)[3]